# Diamond DART 450
Diamond DART 450 (Diamond Aircraft Reconnaissance Trainer) – austriacki samolot szkolno-treningowy wyprodukowany przez firmę Diamond Aircraft Industries.

## Historia
Prace projektowe nad nowym samolotem szkolno-treningowym przeznaczonym dla wojska oraz na rynek cywilny do zadań szkoleniowych i akrobacji austriacka firma rozpoczęła w 2015 roku. Konstrukcja wyróżnia się tym, iż jest to pierwsza maszyna przeznaczona do tego typu zadań, w której konstrukcji wykorzystano niemal wyłącznie materiały kompozytowe. Samolot wyposażony jest w awionikę firmy Garmin. Dwuosobowa załoga z miejscami w układzie tandem dysponuje bocznymi drążkami sterowymi i wyrzucanymi pneumatycznie fotelami. Bardzo szybkie tempo prac przy projekcie zaowocowało oblotem maszyny 17 maja 2016 roku, po roku od rozpoczęcia prac projektowych. Do swojego dziewiczego lotu, prototyp o znakach OE-VDA wystartował z lotniska w Wiener Neustadt. Podczas trwającego godzinę lotu, maszyna poruszała się z prędkościami w zakresie od 111 do 370 km/h. Osiągana duża długotrwałość lotu, wynosząca ponad 8 godzin, sprawiła, że maszyna może pełnić również funkcje samolotu rozpoznawczo-patrolowego. System czujników, jakie mogłyby znaleźć się na pokładzie samolotu, instalowany byłby na specjalnych platformach chowanych do wnętrza kadłuba podczas lotu marszowego i wysuwanych na zewnątrz podczas lotu nad strefą patrolowania/rozpoznania. Samolot certyfikowany jest do wykonywania akrobacji lotniczych w zakresie od -5 do +7 g. W 2017 roku producent miał dostarczyć dwa przedseryjne samoloty nieujawnionemu oficjalnie odbiorcy. 24 maja 2018 roku w powietrze wzbił się po raz pierwszy DART 550. Wersja samolotu z silnikiem General Electric GE H75-100 o mocy 550 KM (410 kW). Piloci wersji 550 mają do dyspozycji fotele wyrzucane Martin-Baker Mk16 oraz kabinę wyposażoną w zintegrowany system prezentacji danych Garmin G3000. Podobnie jak wersja 450, nowa maszyna dysponuje długotrwałością lotu rzędu 8 godzin.
6 listopada 2018 roku oblatana została licencyjna wersja samolotu wyprodukowana w Chinach pod oznaczeniem TA-20. Maszyna produkowana jest przez China Electronics Technology Corporation, która założyła joint venture z lokalnymi władzami miasta Wuhu, celem uruchomienia licencyjnej produkcji samolotu.